# Teslíny
Teslíny jsou vesnice, základní sídelní jednotka obce Věšín v okrese Příbram ve Středočeském kraji. Nacházejí se na silnici I/19 z Příbrami do Plzně asi úět kilometrů západně od Věšína a dva kilometry východně od Míšova. Díky své nadmořské výšce 712 metrů jsou nejvýše položeným trvale obydleným sídlem ve Středočeském kraji.[zdroj⁠?!]

## Název
Jméno Teslíny pochází pravděpodobně od výrazů tesla či tesliti neboli tesařská sekera či tesat.

## Historie
Dnešní vesnice se nachází na místě bývalé samoty, kam byla přenesena zřejmě koncem 16. století z původní osady zvané Teslín, jež ve 14. století sloužila benediktinskému proboštství Baštín či Teslín. O jeho původu vypravuje Paprocký ve svém díle O posloupnosti biskupů pražských: „Léta Páně 1084 vyšlí jsou čtyři bratří duchovní a čtyři světští s povolením opata svého z kláštera svatého Jana na Ostrově řádu svatého Benedikta a mnohá místa ochodivše, nemohli sobě příhodného místa k obydlí naleznouti, vešli na jeden vrch Teslín a tu se osadivše kostel dřevěný k chvále Boží a svatému Janu Křtiteli na památku vystavěli, v kterémž Pánu Bohu nábožně sloužili. Mnozí lidé je navštěvovali a vidouce jejich život příkrý, almužny jim veliké dávali, kterýchž oni bráti nechtěli a někteří při nich zůstávali, při službě Boží všecko s nimi trpíce, aby věčnou radost získali.“ Stejnou zprávu opakuje i Václav Hájek z Libočan a Bohuslav Balbín, ale nejsou k tomu doklady. Zdá se tedy, že byl založen spíše po roce 1310. Zanikl poté co byl pravděpodobně v roce 1421 zpustošen husity. Osada Teslín ležela asi dva kilometry severněji na břehu Hořejšího padrťského rybníka, v dnešním katastrálním území Skořice v Brdech. Zanikla zřejmě koncem 18. či počátkem 19. století.

## Turistické zajímavosti
- Zajímavou stavbou je myslivna v takzvaném tyrolském stylu z hrázděného zdiva postavená v roce 1908. Původní stará hájovna byla postavena za arcibiskupa Salma.[4]
- Asi dva kilometry od vsi se nacházejí velké Padrťské rybníky, jež do konce roku 2015 ležely na území vojenského újezdu. Od začátku roku 2016 je katastrální území Strašice v Brdech, v němž se oba rybníky nacházejí, součástí obce Strašice.[6]
- Na jih od osady roste na okraji lesa za polozbořenou stodolou tzv. Hraniční buk. Jedná se o památný strom, jenž býval hraničním stromem majetku zdejšího proboštství. Proto jej najdeme už v nejstarších lesnických mapách. Stáří dožívajícího stromu je odhadováno na víc než 300 let; obvod kmene činí asi 610 centimetrů a výška 16 metrů.[3][5]